# Vai/Gash
| Críticas profissionais | Críticas profissionais |
| Avaliações da crítica  | Avaliações da crítica  |
| Fonte                  | Avaliação              |
| ---------------------- | ---------------------- |
| Louder Sound           | [ 1 ]                  |
| Metal1                 | [ 2 ]                  |

Steve Vai presents: Vai/Gash, mais conhecido simplesmente por Vai/Gash, é o 11º álbum de estúdio do guitarrista virtuoso estadunidense Steve Vai. Trata-se de uma parceria entre o guitarrista com o motociclista e vocalista de rock Johnny "Gash" Sombrotto.
O álbum, originalmente gravado em 1991, foi lançado pelo selo Favored Nations/Mascot Label Group em formato digital e em CD em 27 de janeiro de 2023, e vinil em 24 de fevereiro do mesmo ano.
À época da gravação, Steve havia mergulhado na "cultura da motocicleta", o que influenciou seu desejo de fazer um álbum com uma sonoridade mais hard rock. Sobre isso, o guitarrista disse o seguinte:
O álbum foi anunciado pelo guitarrista em seu site oficial no dia 10 de novembro de 2022, juntamente com o primeiro single de trabalho, intitulado "In The Wind".

## Gash Sombrotto
John Vicent Sombrotto (Queens, Nova York, 17 de novembro de 1956 - 07 de setembro de 1998), mais conhecido como Johhny "Gash" Sombrotto, foi um motociclista e vocalista de rock estadunidense.
Steve conta que John ganhou o apelido "Gash" após sofrer um grave acidente aos 21 anos que o deixou com queimaduras de terceiro grau em 60% do corpo e com muitas cicatrizes permanentes.
John morreu em 07 de setembro de 1998 por conta de um acidente com sua moto.

## Faixas
Todas as faixas compostas por Steve Vai e "Gash" Sombrotto, exceto onde indicado.
| N.º            | Título                      | Compositor(es)         | Duração |  |
| 1.             | "In The Wind"               |                        | 3:50    |  |
| 2.             | "Busted"                    |                        | 3:06    |  |
| 3.             | "Let's Jam"                 |                        | 4:20    |  |
| 4.             | "Woman Fever"               |                        | 2:27    |  |
| 5.             | "She Saved My Life Tonight" |                        | 3:40    |  |
| 6.             | "Danger Zone"               |                        | 3:54    |  |
| 7.             | "New Generation"            | Steve Vai e Nikki Sixx | 3:34    |  |
| 8.             | "Flowers Of Life"           |                        | 4:45    |  |
| Duração total: | Duração total:              | Duração total:         | 29:28   |  |

## Créditos Musicais
- Steve Vai - Guitarras (elétricas e acústicas), Baixo-elétrico, Teclados, Back-vocals
- Johnny "Gash" Sombrotto - Vocais
- Tiffany Smith (creditada como "Il Misterioso Batterista") - Baterias[9]
- Peter Brussee - Masterização
- Mike Fraser - Mixagem

## Desempenho nas Paradas Musicais
| Ano  | Paradas Musicais    | Desempenho | Vendas e Certificação |
| ---- | ------------------- | ---------- | --------------------- |
| 2023 | Schweizer Hitparade | 61         | —                     |